# Yang Qi
Pour les articles homonymes, voir Yang.
Dans ce nom chinois, le nom de famille, Yang, précède le nom personnel.
Yang Qi, née le 13 avril 1991, est une athlète chinoise.

## Carrière
Elle est médaillée d'argent du 400 mètres haies aux Championnats d'Asie 2011.

## Palmarès

### International
| Date | Compétition         | Lieu     | Résultat | Épreuve          | Temps         |
| ---- | ------------------- | -------- | -------- | ---------------- | ------------- |
| 2009 | Championnats d'Asie | Canton   | 4e       | 400 mètres haies | 59 s 62       |
| 2010 | Jeux asiatiques     | Canton   | 8e       | 400 mètres haies | 58 s 67       |
| 2011 | Championnats d'Asie | Kobe     | 2e       | 400 mètres haies | 56 s 69       |
| 2011 | Universiade         | Shenzhen | 3e       | 4 × 400 mètres   | 3 min 34 s 39 |

### National
- Championnats de Chine d'athlétisme
  - Vainqueur du 400 mètres haies en 2012
- Championnats de Chine d'athlétisme en salle
  - Vainqueur du 400 mètres en 2011